# ГЕС Dion R Holm
ГЕС Dion R Holm — гідроелектростанція у штаті Каліфорнія (Сполучені Штати Америки). Використовує ресурс зі сточища Черрі-Крік, правої притоки річки Туолемі, яка в свою чергу є правою притокою Сан-Хоакін (впадає до затоки Сан-Франциско).
В межах проекту річку перекрили земляною/кам’яно-накидною греблею висотою 101 метр, довжиною 792 метри та товщиною по основі 402 метри, яка потребувала 5,4 млн м3 матеріалу. На час будівництва воду відвели за допомогою тунелю довжиною 0,4 км з діаметром 5,2 метра. Гребля утримує водосховище Лейк-Ллойд з об’ємом 340 млн м3. Крім того, на лівій притоці Черрі-Крік ще у 1918 році спорудили греблю висотою 18 метрів, яка утримує водосховище Елеонор з об'ємом 33 млн м3. Останнє через тунель скидає ресурс до розташованого за два кілометри Лейк-Ллойд, при цьому за високого рівня води у головному резервуарі потрібна додаткова підкачка.  
Із Лейк-Ллойд під правобережним гірським масивом прокладено дериваційний тунель довжиною 9 км з перетином 3,7х3,8 метра, який переходить у напірний водовід довжиною 2,1 км зі спадаючим діаметром від 2,3 до 1,5 метра. В системі також працює вирівнювальний резервуар шахтного типу висотою 122 метри.
Основне обладнання станції становлять дві турбіни типу Пелтон потужністю по 82,5 МВт, які працюють при напорі у 640 метрів. В 2017-му вони виробили 925 млн кВт-год електроенергії.
Видача продукції відбувається по ЛЕП, розрахованій на роботу під напругою 230 кВ.